# Doszhan Kartikov
Doszhan Kartikov (24 de mayo de 1989) es un luchador kazajo de lucha grecorromana. Consiguió una medalla de bronce en Campeonato Mundial de 2015. Ganó la medalla de plata en los Juegos Asiáticos de 2014. Conquistó la medalla de oro en Campeonato Asiático de 2016. Tres veces representó a su país en la Copa del Mundo, en 2012 clasificándose en la segunda posición.